# (43793) Mackey
(43793) Mackey est un astéroïde de la ceinture principale.

## Description
(43793) Mackey est un astéroïde de la ceinture principale. Il fut découvert le 13 novembre 1990 à l'Observatoire Palomar par Carolyn S. Shoemaker et David H. Levy. Il présente une orbite caractérisée par un demi-grand axe de 2,55 UA, une excentricité de 0,22 et une inclinaison de 5,2° par rapport à l'écliptique.

## Compléments